# Synagogue de Tykocin
La synagogue de Tykocin est un monument historique de la ville de Tykocin en Pologne. La synagogue est un bâtiment de style baroque et maniériste construit en 1642.

## Histoire
Elle est construite sur l'emplacement d'une précédente synagogue qui était en bois. Elle est dotée d'une petite tour qui servait à l'origine de prison pour la communauté juive locale.
Aux 17e et 18e siècles, la ville était un centre intellectuel important avec plusieurs rabbins et talmudistes éminents.
En 1941, les nazis dévastent l'intérieur de l'édifice qui est transformé en entrepôt à fertilisant.
Dans les années 1960,un incendie détériore une partie de l'édifice ainsi que des archives.
La synagogue est complètement restaurée à la fin des années 1970. 
Un ancien lieu d'étude est situé sur le trottoir d'en face et est aujourd'hui reconverti en musée juif et restaurant servant de la cuisine juive traditionnelle.
Il n'y a plus de juifs qui vivent dans la ville mais la synagogue est une attraction touristique importante car elle accueille 40 000 visiteurs par an.

## Galerie

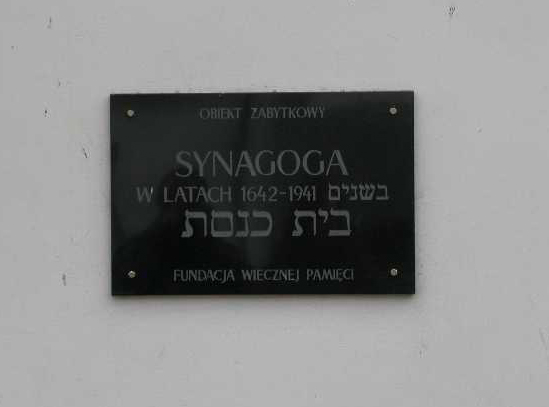
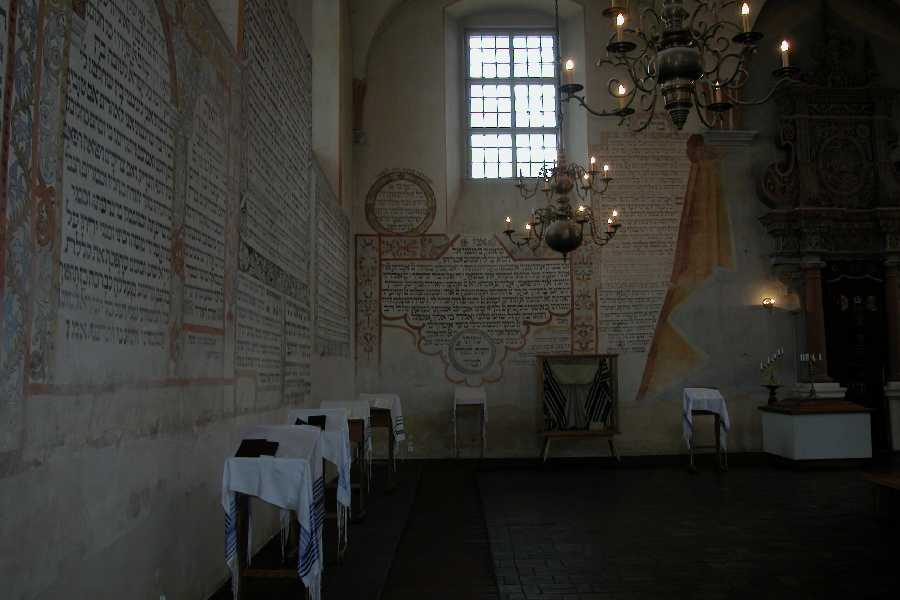
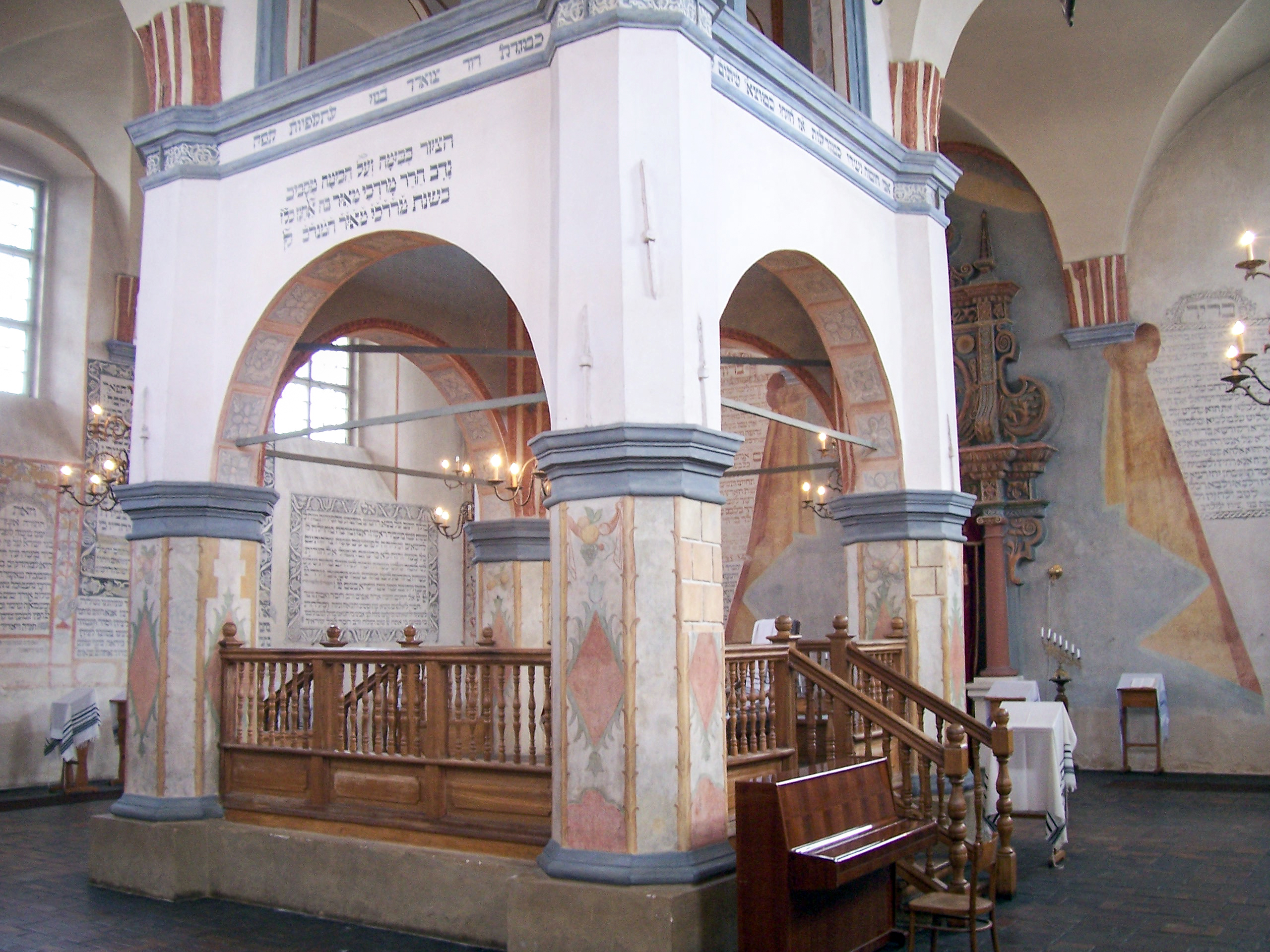
Bimah.
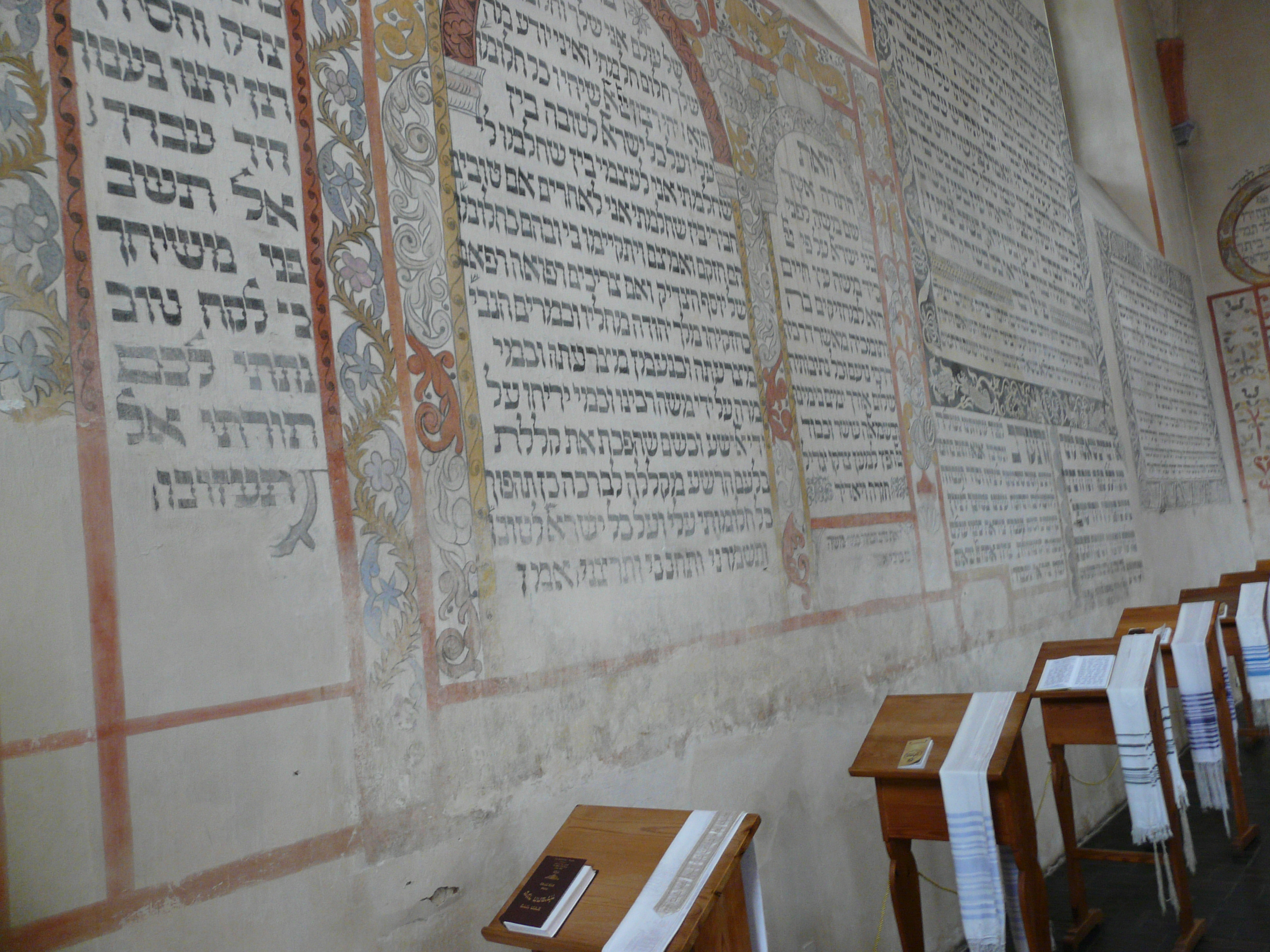
Intérieur. Inscription hébraïque sur les murs.
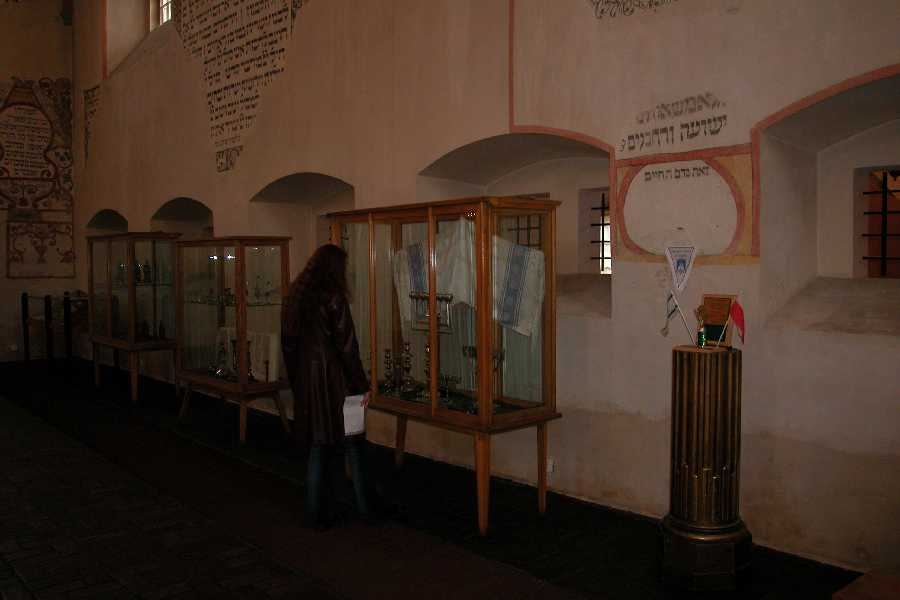
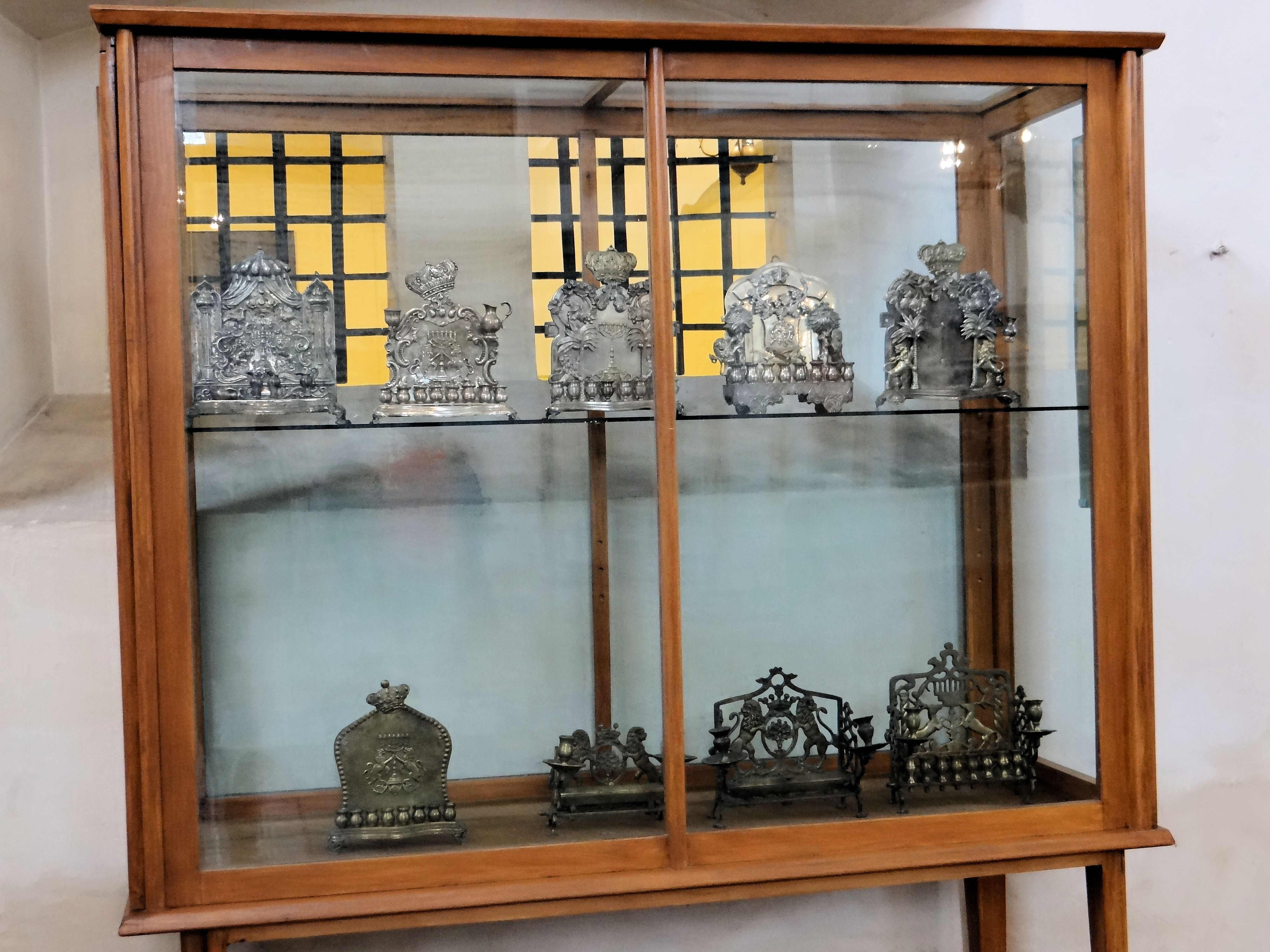
Chandeliers pour Hanouka.
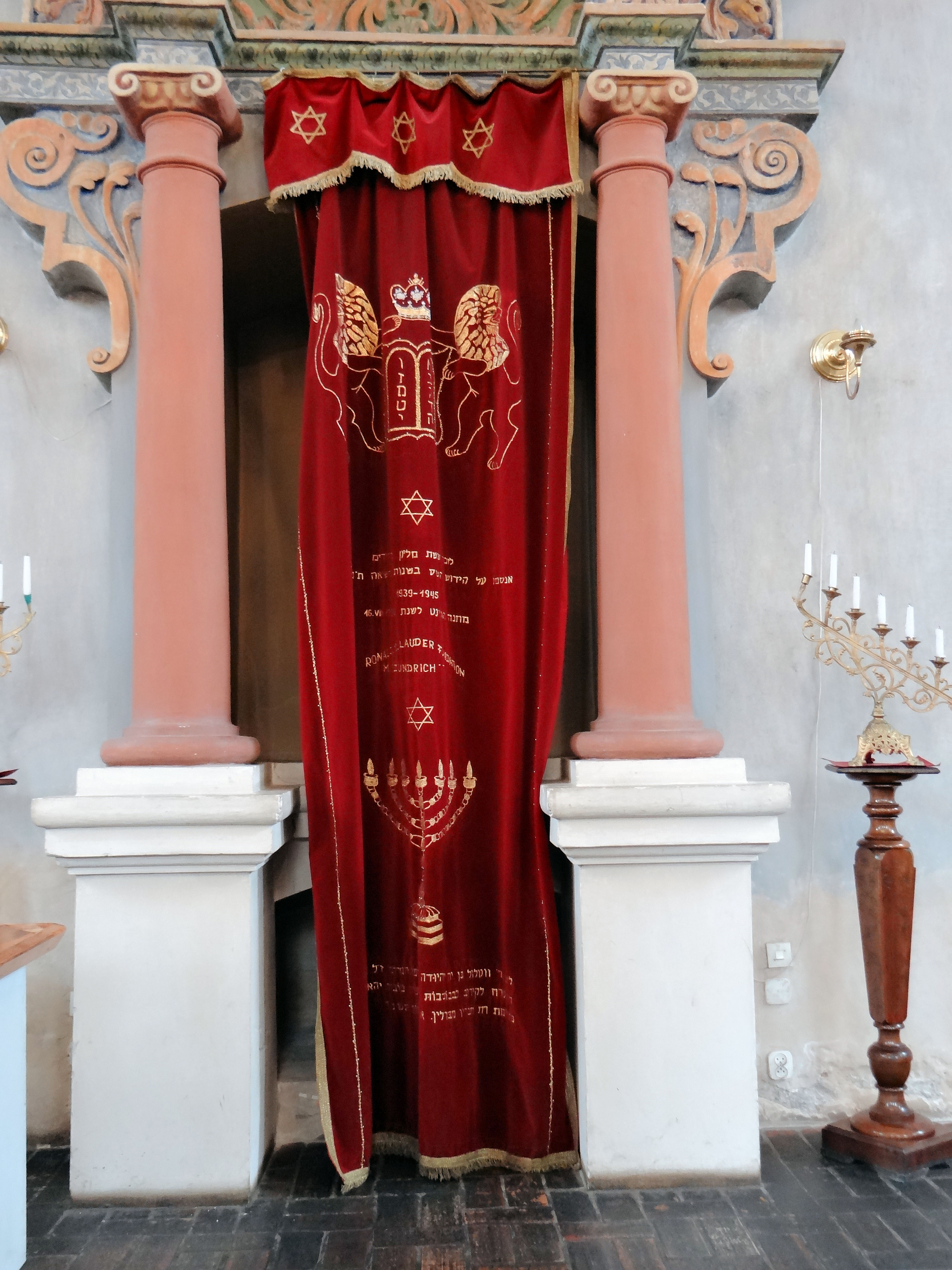
Arche sainte.
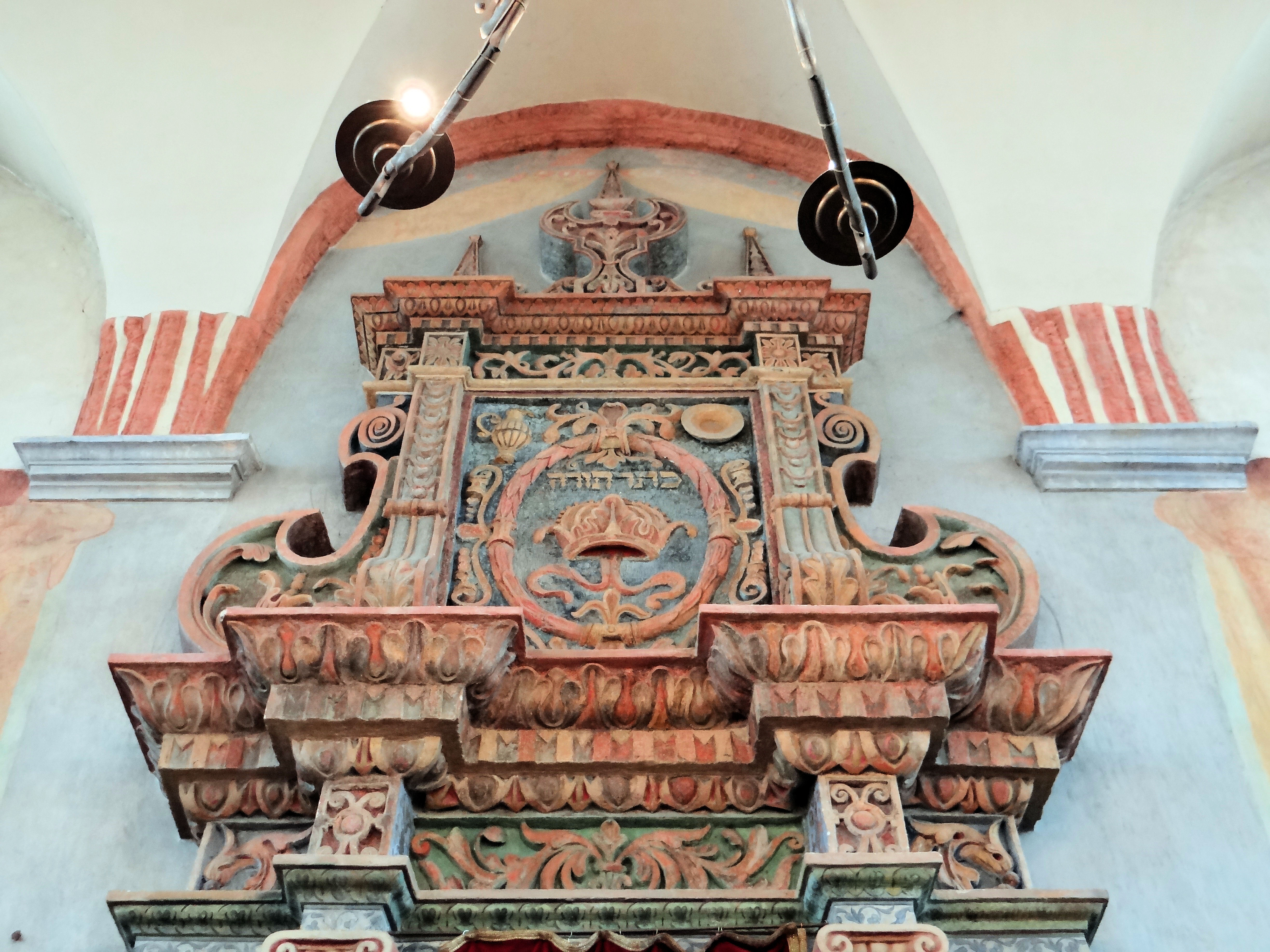
Sommet de l'Arche Sainte.
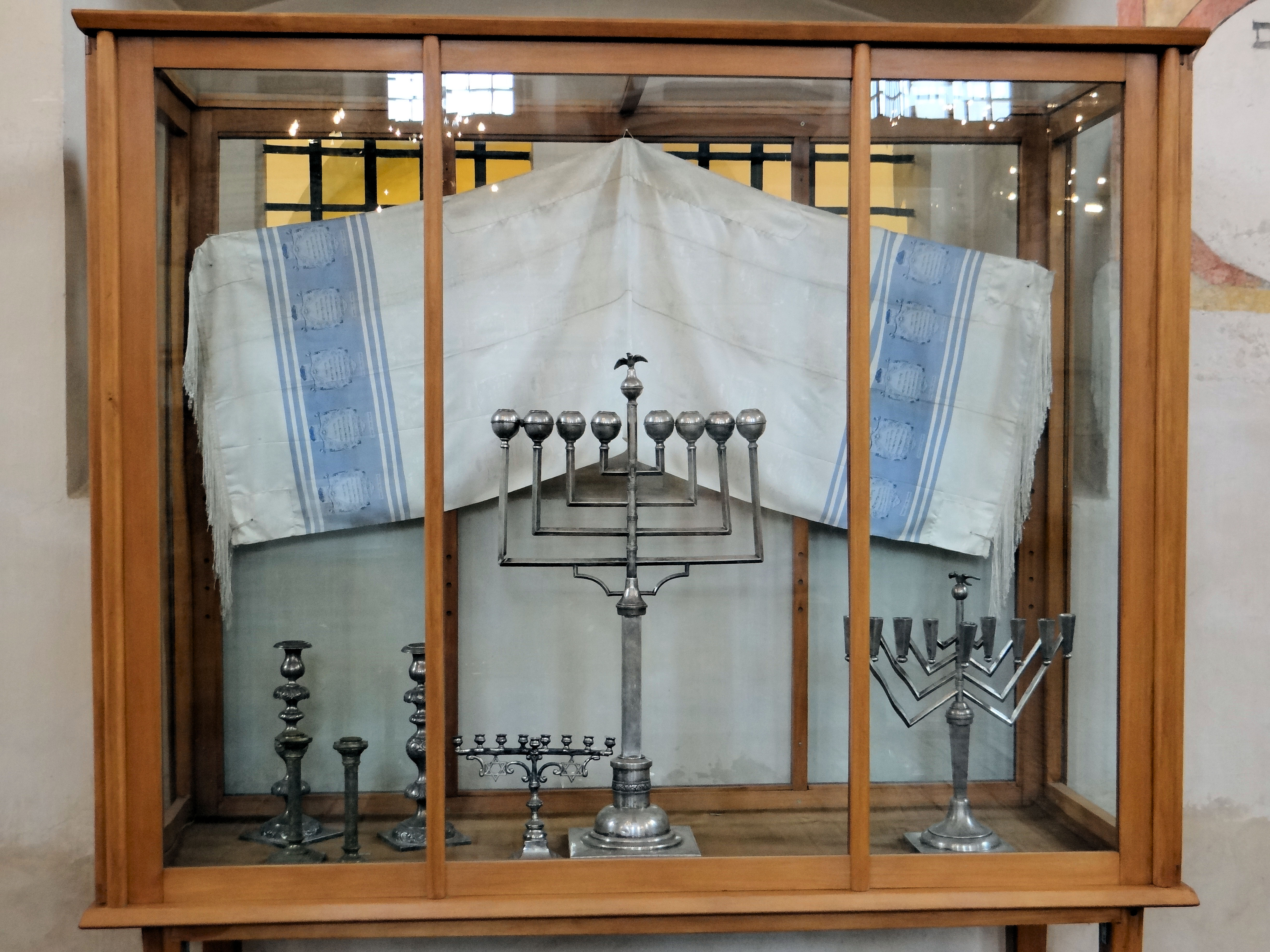
Talits et chandelier.
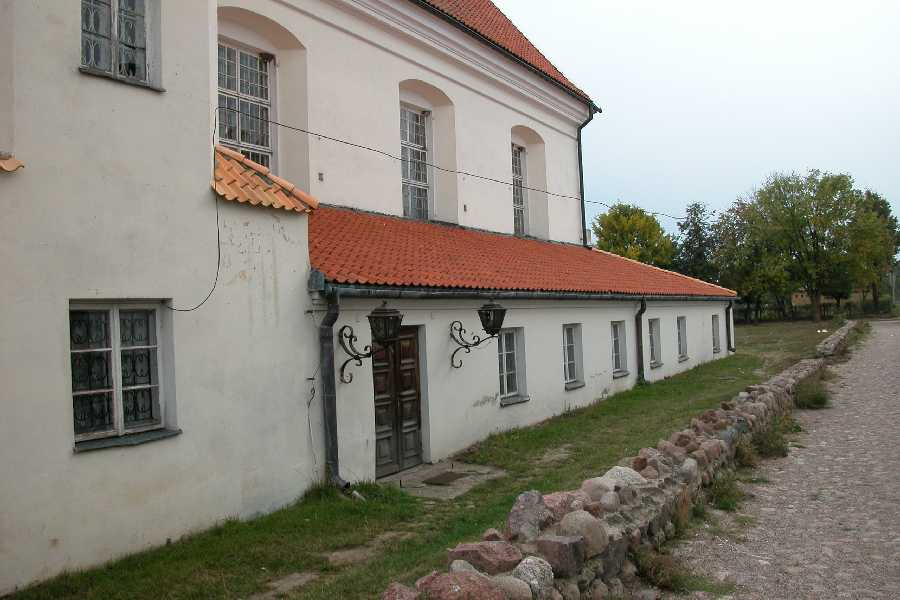
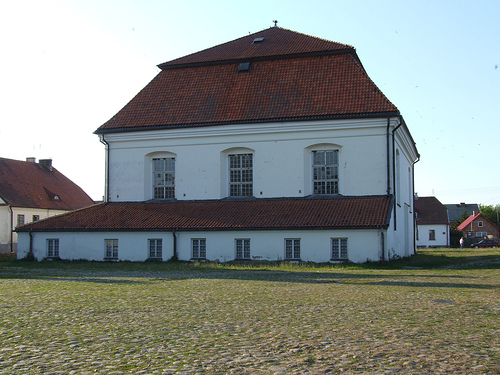
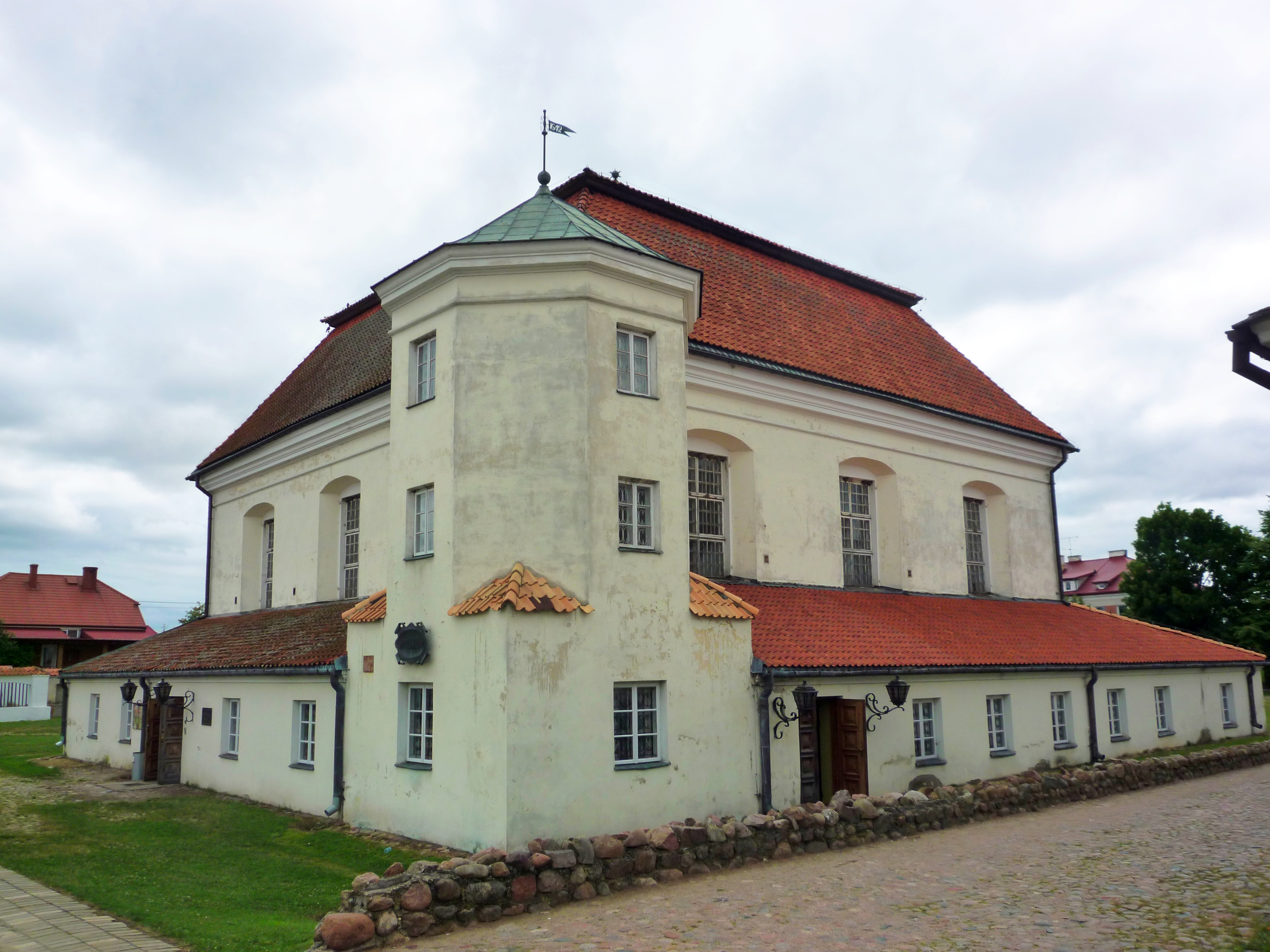